# Лишитися живим
«Лишитися живим» (англ. Stay Alive) — американський фільм жахів від режисера Вільяма Брента Белла 2006 року. Після смерті свого приятеля декілька друзів проводять час за грою «Лишитися живим», сюжет якої оснований на реальних подіях XVII століття і розповідає про жінку, відому як «Кривава Графиня». Але погравши деякий час, вони помічають що ті з них, хто помер в грі, вмирають і в житті. У міру того, як їх стає все менше, друзі розуміють, що їм будь-що необхідно перемогти «Криваву Графиню» в грі або загинути...

## Сюжет
Геймер зі стажем на ім'я Луміс зі своїми друзями, Сарою та Рексом тестують андерграундну комп'ютерну гру під назвою «Лишитися живим» (англ. Stay Alive). У грі його персонаж гине від рук графині, підвішений на ланцюзі. Через деякий час Луміса наздоганяє така ж смерть у власному будинку. Після трагічної смерті Луміса, його сестра Емма передає всі відеоігри Луміса його найкращому другу Хатчу. Потім Хатч та його друзі вирішують зіграти в «Лишитися живим» в пам'ять про покійного, оскільки він грав її перед смертю. Гра ще на самому початку вимагає прочитати молитву графині Баторі, щоб розпочати гру, і це трохи дивує компанію. Через деякий час друзі один за іншим починають гинути точно такою ж смертю, як і їх персонажі в грі. Геймери намагаються вийти з гри і зупинити її, але стало надто пізно - тепер гра живе власним життям і сама починається для кожного, хто іще залишився в живих.

## У ролях
| Актор                                        | Персонаж                                                                   | Роль                                                                                              |
| -------------------------------------------- | -------------------------------------------------------------------------- | ------------------------------------------------------------------------------------------------- |
| Майло Вентімілья                             | Луміс Кроулі (англ. Loomis Crowley)                                        | геймер, який першим зіграв «Лишитися живим»                                                       |
| Джон Фостер                                  | Хатч (англ. Hutch O'Neill)                                                 | головний герой, давній приятель Луміса                                                            |
| Саміра Армстронг                             | Абігейл (англ. Abigail)                                                    | фотограф, подруга Луміса і Сари                                                                   |
| Софія Буш                                    | Октобер (англ. October Bantum)                                             | дівчина Хатча                                                                                     |
| Джиммі Сімпсон                               | Фінеус (англ. Phineus Bantum)                                              | брат Октобер                                                                                      |
| Френкі Муніз                                 | Свінк (англ. Swink Sylvania)                                               | найбільш технічний геймер                                                                         |
| Адам Голдберг                                | Міллер (англ. Miller Banks)                                                | начальник Хатча                                                                                   |
| Венделл Пірс                                 | детектив Тібодо (англ. Detective Thibodeaux)                               | розслідує вбивство Міллера, а потім ще й наступні                                                 |
| Марія Калініна                               | Елізабет Баторі (англ. Countess)                                           | Кривава Графиня                                                                                   |
| Біллі Слотер                                 | Рекс (англ. Rex)                                                           | займався сексом із Сарою, в тому ж домі, в ніч убивства Луміса, теж були вбиті                    |
| Ніколь Оперманн                              | Сара (англ. Sarah)                                                         | дівчина Рекса                                                                                     |
| Моніка Моніка                                | Місіс Кроулі (англ. Mrs. Crowley)                                          | мати Луміса                                                                                       |
| Лорен Лорбек                                 | Емма (англ. Emma)                                                          | сестра Луміса                                                                                     |
| Ріо Гекфорд                                  | детектив Чарльз Кінг (англ. Detective King)                                | напарник детектива Тібодо                                                                         |
| Біллі Лув'єр                                 | Фіджет (англ. Fidget)                                                      | продавець комп.ігор                                                                               |
| Вероніка Мосгров                             | репортер новин (англ. News Reporter)                                       | повідомляє про те, що «детектив Чарльз Кінг став жертвою звірячого вбивства»                      |
| Рік Грін                                     | оповідач у грі «Лишитися живим» (голос) (англ. Stay Alive Game Voice-Over) | перші слова оповідача: «Вітаю. Якщо ви мене чуєте, це означає, що ви зробили смертельну помилку». |
| Джеймс Хейвен (тільки в Режисерській версії) | Джонатан Малкус (англ. Jonathan Malkus)                                    | розробник гри «Лишитися живим»                                                                    |
| Аліса Крідж (тільки в Режисерській версії)   | авторка книги «Кривава Леді» (англ. The Author)                            | розповідає про графиню                                                                            |

## Українське озвучення
Озвучено студією Так Треба Продакшн на замовлення телеканалу ICTV. Також, із цим же озвученням, фільм транслювався по «Новому каналу».
Ролі озвучили: Володимир Терещук, Олена Бліннікова та інші. Озвучено було саме режисерську версію фільму.

## Знімальна група
- Режисер: Вільям Брент Белл
- Сценаристи: Вільям Брент Белл, Метью Пітерман
- Продюсери: Пітер Шлессел, Джеймс Д. Штерн, Метью Пітерман, МакДжі
- Виконавчі продюсери: Гарі Барбер, Роджер Бірнбаум, Бекі Крос Трухільйо, Адам Дель Део, Джонатан Глікман, Дуглас Гансен
- Співпродюсери: Девід Манперл, Ерін Стем
- Композитор: Джон Фрізелл
- Оператор: Алехандро Мартінес
- Монтаж: Гарві Розенсток, Марк Стівенс
- Звук: Ной Дж. Епплтон, Келлі Кабрал, С. Дуглас Кемерон, Мелісса А. Корнс, Патрік Чікконе молодший
- Спецефекти: Девід Неш
- Візуальні ефекти: Беверлі Еббот, Даррелл Ебні, Райан Бідл, Гленн Бертон, Гейл Басбі
- Підбір акторів: Марк Беннетт, Томмі Стауб
- Художник-постановник: Брутон Джонс
- Артдиректор: Алан Гук
- Декоратор: Крістін Бікслер
- Гримери: Тереза А. Флемінг, Роджер Джейкобс, Мішель Паріс, Аделіта Солорсано, Донна Спан
- Художник по костюмах: Керолайн Еселін[8]

## Касові збори
Станом на 29 червня 2006 року фільм посів третє місце у десятці найкасовіших фільмів США і зібрав у першому вікенді $ 11.7 млн. 
Всього «Лишитися живим» зібрав $ 23.08 млн в США та $ 4.01 млн в інших країнах, разом $ 27.1 млн.

## DVD
Фільм «Лишитися живим» був випущений на DVD 19 вересня 2006 року в США. Фільм був випущений у Режисерській версії (100 хвилин), а також у звичайній (85 хвилин). Додаткові 15 хвилин режисерської версії включають в себе "доросліший" матеріал та два сюжетні доповнення. Станом на грудень 2011 року, 874 827 одиниць DVD  було продано, принісши $ 13 636 869.

## Цікаві факти
- У ролі графині Елізабет Баторі знялася перша «міс Москва» 1988 Марія Калініна.
- Коли друзі вперше починають грати, можна побачити заставку "Bellman Games Presents" на екранах. Це поєднання прізвищ обох сценаристів - Вільяма Брента Белла і Меттью Пітермана.
- Графиня Елізабет Баторі існувала насправді. Проте, у фільмі її історія відбувається в Новому Орлеані, тоді як історично вона жила в Угорщині.
- Майло Вентімілья був змушений носити контактні лінзи, щоб бачити крізь окуляри.
- Свінк розповідає про код, щоб «грати у футбол головами зомбі», він звучить так: "вгору, вгору, вниз, вниз, ліворуч, праворуч, ліворуч, праворуч, B, A." Це є відомий код Konami.
- Особняк, який з'являється у відео-грі на початку фільму є точною копією того, який є у грі "The House of the Dead".
- Роль Хатча О'Нілла мав грати Бен Фостер, але він віддав цю роль своєму брату Джону Фостеру, бо вирішив, що вона краще підходить для нього.
- Роль Міллера мав грати Стів Зан, але в останню мить цю роль віддали Адаму Голдбергу.
- Фільм було знято за 25 днів.
- Старомодна камера, яку Абігейл використовує у фільмі, є посиланням на популярну серію ігор Fatal Frame[en] (відому як "Rei Zero" в їхній рідній Японії, і як "Project Zero" в Європі) в жанрі survival horror, на якій частково заснована концепція «Лишитися живим».
- У фінальній сцені після того як працівник магазину ставить диск з грою, було показано синій і зелений контролери. Це є контролери від Sega Dreamcast.